# Unbemanntes Unterwasserfahrzeug

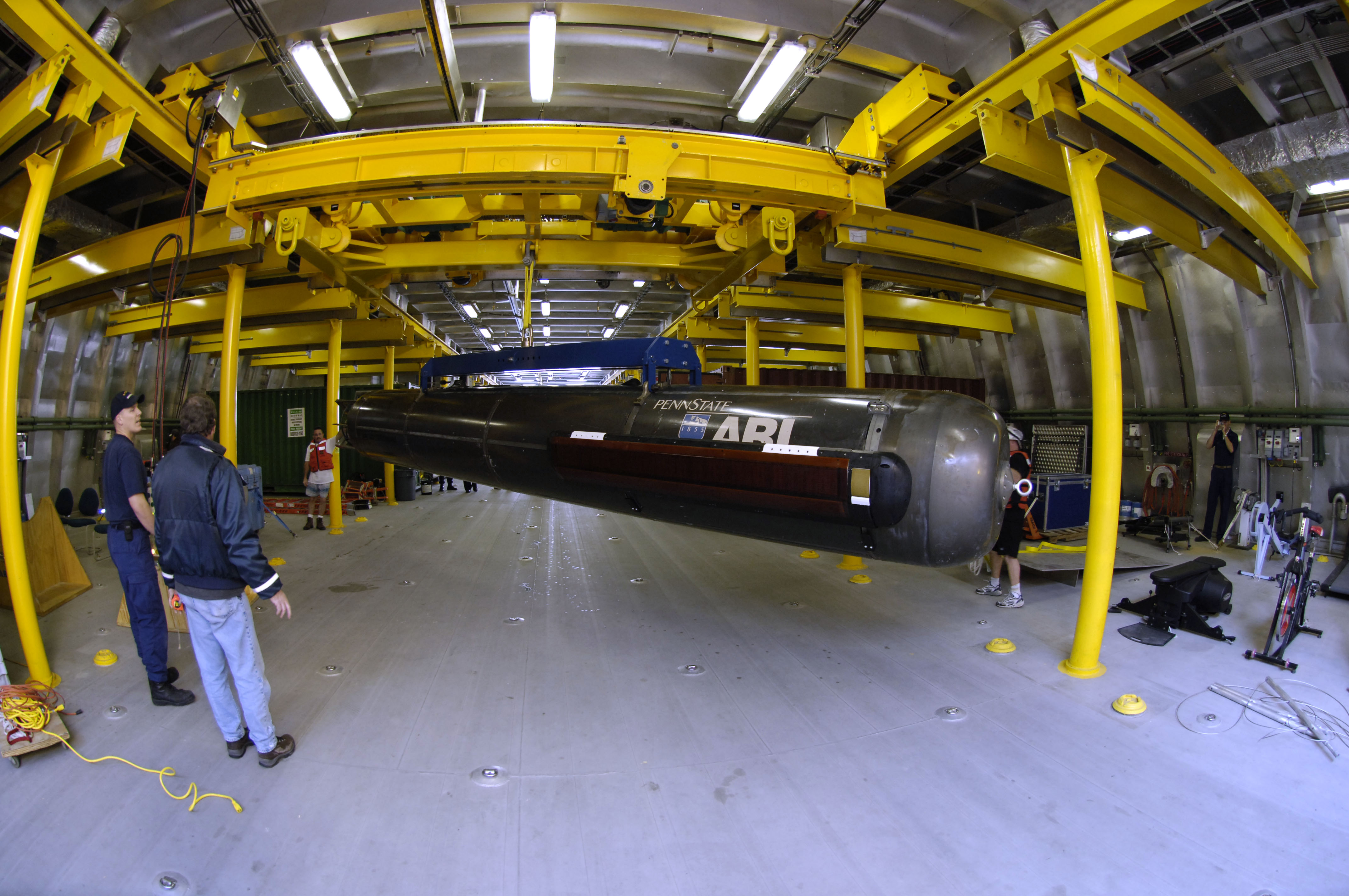
UUV (AUV) der Seahorse-Klasse

Ein unbemanntes Unterwasserfahrzeug oder UUV (von englisch unmanned underwater vehicle) ist ein Roboter, der im Wasser arbeiten und sich in diese zwei Gruppen gliedert:
- ferngesteuerte Unterwasserfahrzeuge oder ROVs (eigentlich ROUVs)
- autonome Unterwasserfahrzeuge oder AUVs

aber zu denen im weiteren Sinne auch diese Gruppe gehört:
- Unterwasserroboter, die keinen eigenen Antrieb zur Fortbewegung haben und daher keine Unterwasserfahrzeuge sind.

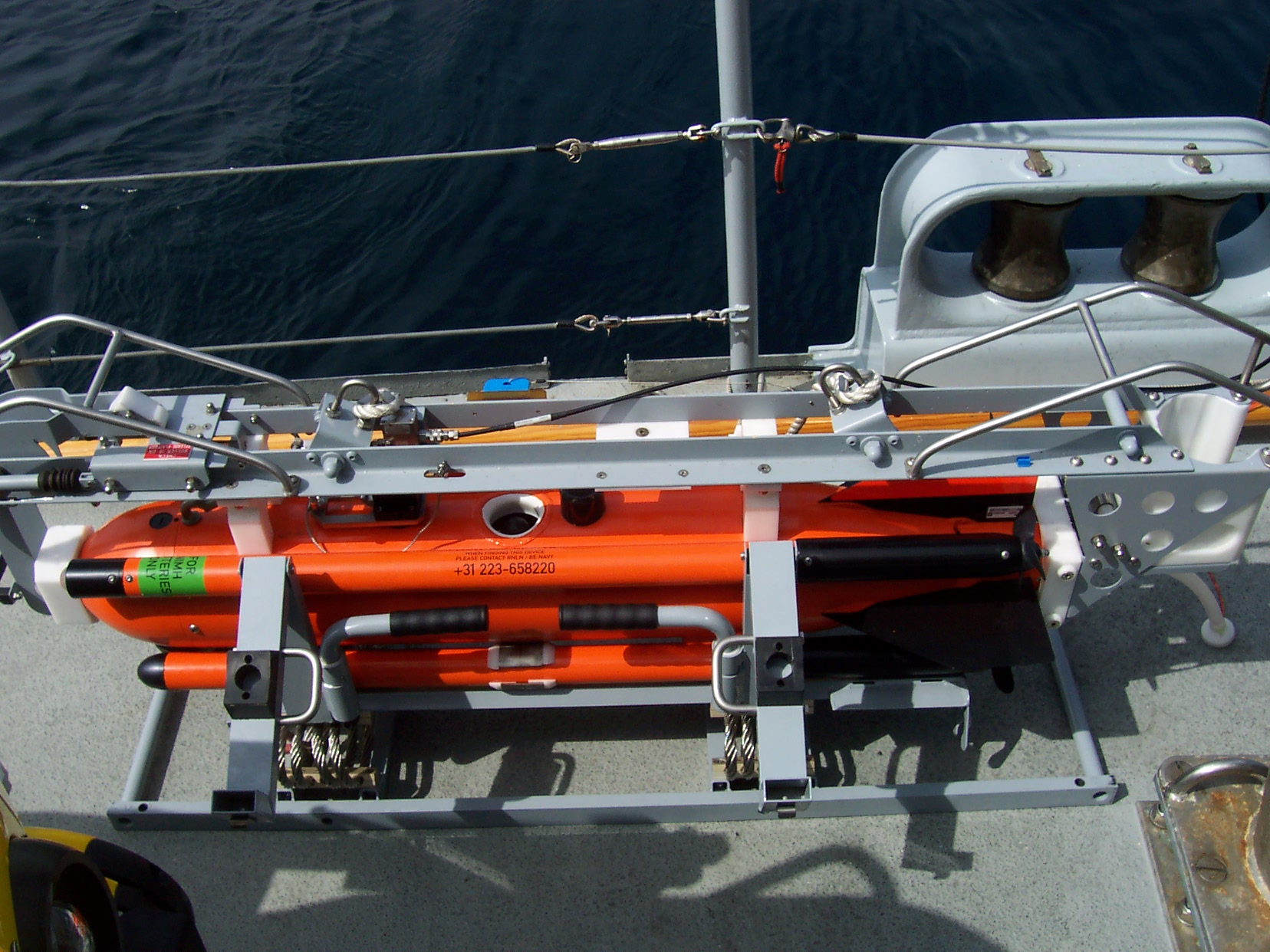
ATLAS Seafox-1, ein militärisches ROV für die Beseitigung von Seeminen

Der Begriff „U-Boot“ ist für unbemannte Unterwasserfahrzeuge nicht üblich, da dieser für bemannte Unterwasserfahrzeuge steht.
Die Bedeutung von UUVs nimmt zu, auch im zivilen Bereich. Besonders im Bereich der autonomen Unterwasserfahrzeuge wird intensiv geforscht.
Inzwischen gibt es auch kleinere Geräte, die sich im Freizeitbereich einsetzen lassen, etwa für Unterwasserbeobachtungen oder beim Angeln (Aufspüren und Anlocken von Fischen).
Einsatzgebiete sind beispielsweise:
- Inspektion von Unterwasserbauwerken (Talsperren, Schleusen, Pipelines etc.)
- Inspektion von Schiffshüllen (Rost, Schäden, Schmuggelware etc.)
- Vermessung und Untersuchung des Meeresbodens
- Unterstützung von Tauchern bei schlechten Sichtverhältnissen und langwierigen Einsätzen
- Verwendung an gesundheitsschädlichen Orten
- Minensuche und -beseitigung[7][8]
- Überwachung von Aquakulturen[6]